# حب الشباب الجادر العنقي القفوي
حب الشباب الجادر العنقي القفوي أو العُدّ الجُدَرىّ العنقي ّالقفوىّ (بالإنجليزية Acne Keloidalis Nuchae). اضطراب نادر يصيب ظهر الرقبة، وهو أكثر شيوعا عند الذكور المنحدرين من أصل إفريقي أو كاريبي أو آسيوي، ولكنه قد يصيب أي إنسان من اجناس أخرى. وتستمر الحالة لسنوات كثيرة.ينجم عن عدوى قيحية أو حول البنى الشعرية الزهمية يكون على شكل تدنب جادر، ويظهر عادة على شكل التهاب الجريبات المستديم في ظهر الرقبة ويرتبط بانسداد الفوهات الجريبية.قد تستمر حالة حب الشباب الجادر العنقي القفوي لسنوات عديدة.

## الأسباب
السبب المباشر لهذا النوع من المرض غير معروف، ولكن هناك عدد عوامل مساعدة لتشكيله ومنها:
- العدوى البكتيرية: قد تكون سبب محتمل أو سبب متزامن للعد الجدروي.
- ارتداء ملابس معينة، والياقات خاصة،
- حلاقة الشعرالقصير، أن تكون قمم الشعر قريبة جدا من الجلد لتنموا داخلياً.
- الجنس والنوع: هو أكثر شيوعا عند الذكور المنحدرين من أصل إفريقي أو كاريبي أو آسيوي.والذين لديهم شعر خشن.أو نموالشعر الخشن الداخلي في كرة لولبية.

## الاعراض والعلامات
- التهاب الجريبات الشديد.
- تندب شديد ومؤلم، على شكل ندبات جدرية قد تكون مشوهة قد تمنع نمو الشعر في المنطقة المصابة. وهي
- الشعور بالحكة.
- حطاطات جريبية مبكرة.
- بثور صديدية (التهاب جُرَيبىّ). حول جريبات الشعر.
- نتوءات حمراء دائرية مثيرة للحكة عند وحول منابت الشعر خلف الرقبة.

## العلاج
للأسف حب الشباب الجادر العنقي القفوي يعتبر من الحالات التي يصعب شفائها والتي قد تطول لسنوات عديدة ولكن هناك بعض العلاجات والامور الوقائية التي قد تفيد ومنها:
1. تجنب احتكاك الملابس بالرقبة.
2. استعمال المضادات الحيوية، عن طريق الفم عند حدوث عدوى ثانوية.
3. كلينداميسين وريفمبيسين، الذي يوصف لفترة ثلاثة أشهر تقريبا.
4. الستيرويد الموضعي.حيث يتم حقن الستيرويد موضعياً في مكان الإصابة.
5. إيزوترتينوين. ويتم اخذه عن طريق الفم.ويعطى في الحالات المرضية الشديدة التي تصيب الجريبات.
6. العلاج الإشعاعي.
7. التبخير بالليزر.
8. الجراحة.وفيها يتم ازالة واستئصال الجلد المصاب.
9. استعمال شامبو البنزويل بيروكسايد الحمضية.
10. المضادات الحيوية الموضعية للقضاء على وجود أي جراثيم، لتجنب التهابات، خاصة في حالة التقشير أو النز من الحطاطات.